# ماركو إيتشيفيري
ماركو أنطونيو إيتشيفيري فارغاس (بالإسبانية: Marco Antonio Etcheverry Vargas)‏ هو لاعب كرة قدم بوليفي معتزل في مركز الوسط ولد في يوم 26 سبتمبر 1970 في مدينة سانتا كروز دي لا سييرا في بوليفيا، لعب مع عدة أندية من نادي ديسترويرس ونادي بوليفار ونادي ألباسيتي ونادي كولو كولو وأمريكا دي كالي ودي سي يونايتد ونادي برشلونة الإكوادوري ونادي أوريينتي بيتروليرو، كما لعب منتخب بوليفيا لكرة القدم في 71 مباراة دولية وشارك معهم في كأس العالم لكرة القدم 1994 وسجل 13 هدف مع المنتخب، كما كانت لع تجربة تدريب قصيرة مع نادي أوكاس في الإكوادور.

## روابط خارجية
- ماركو إيتشيفيري على موقع الدوري الأمريكي (الإنجليزية)
- ماركو إيتشيفيري على موقع قاعدة بيانات كرة القدم.إي يو (الإنجليزية)
- ماركو إيتشيفيري على موقع ناشيونال فوتبول تيمز (الإنجليزية)
- ماركو إيتشيفيري على موقع Soccerway.com (الإنجليزية)